# 1937–1938-as olasz labdarúgókupa
Az 1937–1938-as olasz labdarúgókupa az olasz kupa 5. kiírása. A kupát a Juventus nyerte meg először.

## Eredmények

### Első forduló
| 1. csapat            | Eredmény       | 2. csapat                |
| -------------------- | -------------- | ------------------------ |
| Casale               | 5–2            | Derthona                 |
| Catanzaro            | –1             | Dop. Ferroviario Catania |
| Civitavecchia        | 1–2            | M.A.T.E.R. Roma          |
| Cusiana              | 4–2            | Gallaratese              |
| Fanfulla Lodi        | 1–0            | Alfa Romeo Milano        |
| Fiumana              | 3–0            | Grion Pola               |
| Grosseto             | 3–3 (hu.) 0–12 | Siena                    |
| L'Aquila             | 1–0 (hu.)      | SIME Popoli              |
| Lecco                | 1–0            | Isotta Fraschini Milano  |
| Mantova              | 1–2            | Audace San Michele Extra |
| Pavese "Luigi Belli" | 3–4            | Vigevano                 |
| Piacenza             | 2–1            | Galbani Melzo            |
| Pontedera            | 4–2            | Saffa Fucecchio          |
| Potenza              | 2–0            | Manfredonia              |
| Ravenna              | 4–2            | Alma Juventus Fano       |
| Rovigo               | 2–0            | Forlimpopoli             |
| Savona               | 3–1            | Pontedecimo              |

1 - A Dop. Ferroviario Catania visszalépett.

2 - Megismételt mérkőzés.

### Második forduló
A fordulóban csatlakozó csapatok: Acciaierie Falck Sesto S.G., Acqui, Ampelea Isola d'Istria, Andrea Doria, Asti, Bagnolese, Baracca Lugo, Biellese, Cagliari, Carpi, Catania, Cavagnaro Genova-Sestri, Cosenza, Crema, Empoli, Entella, Foggia, Forlì, Imperia, Jesi, Lecce, Legnano, Macerata, Marzotto Valdagno, Monza, Parma, Piombino, Pistoiese, Ponziana, Prato, Pro Gorizia, Pro Patria, Reggiana, Rimini, S.I.A.I. Sesto Calende, Salernitana, Seregno, Signe, SPAL, Stabia, Treviso, Udinese, Vado, Varese, Viareggio, Vicenza.
| 1. csapat                | Eredmény       | 2. csapat                   |
| ------------------------ | -------------- | --------------------------- |
| Acqui                    | 3–2            | Pinerolo                    |
| Asti                     | 3–0            | Cusiana                     |
| Audace San Michele Extra | 2–1            | Rovigo                      |
| Bagnolese                | 4–4 (hu.) 0–31 | L'Aquila                    |
| Biellese                 | 4–2            | Casale                      |
| Cagliari                 | 1–1 (hu.) 0–41 | M.A.T.E.R. Roma             |
| Catanzaro                | –2             | Catania                     |
| Cavagnaro Genova-Sestri  | 1–2            | Savona                      |
| Cosenza                  | 0–2            | Salernitana                 |
| Fiumana                  | 2–3            | Ampelea Isola d'Istria      |
| Forlì                    | 1–1 (hu.) 0–31 | Carpi                       |
| Imperia                  | 1–2            | Andrea Doria                |
| Signe                    | 1–2            | Pontedera                   |
| Lecce                    | 2–1            | Stabia                      |
| Legnano                  | 1–2            | S.I.A.I. Sesto Calende      |
| Marzotto Valdagno        | 3–0            | Udinese                     |
| Parma                    | 0–2            | Piacenza                    |
| Piombino                 | –2             | Viareggio                   |
| Pistoiese                | –2             | Empoli                      |
| Ponziana                 | 3–0            | Pro Gorizia                 |
| Potenza                  | 3–2            | Foggia                      |
| Prato                    | 3–0            | Siena                       |
| Pro Patria               | 4–2            | Monza                       |
| Ravenna                  | 3–2            | Jesi                        |
| Reggiana                 | 1–0            | Fanfulla                    |
| Rimini                   | 3–1            | Macerata                    |
| Seregno                  | 3–1            | Acciaierie Falck Sesto S.G. |
| SPAL                     | 3–1            | Baracca Lugo                |
| Vado                     | 2–0            | Entella                     |
| Varese                   | 2–1            | Crema                       |
| Vicenza                  | 2–0            | Treviso                     |
| Vigevano                 | 5–3            | Lecco                       |

1 - Megismételt mérkőzés.

2 - A Catanzaro, Pistoiese és Viareggio visszalépett.

### Harmadik forduló
| 1. csapat              | Eredmény  | 2. csapat                |
| ---------------------- | --------- | ------------------------ |
| Ampelea Isola d'Istria | 0–2       | Ponziana                 |
| Asti                   | 2–4       | Acqui                    |
| Biellese               | 3–1 (hu.) | Andrea Doria             |
| Carpi                  | 0–1       | Reggiana                 |
| Catania                | 3–1       | Potenza                  |
| L'Aquila               | 1–0       | M.A.T.E.R. Roma          |
| Piacenza               | 0–1       | S.I.A.I. Sesto Calende   |
| Pontedera              | 4–3       | Empoli                   |
| Prato                  | 4–1       | Sempre Avanti Piombino   |
| Pro Patria             | 4–0       | Seregno                  |
| Rimini                 | 5–2 (hu.) | Ravenna                  |
| Salernitana            | 2–0       | Lecce                    |
| Savona                 | 3–2       | Vado                     |
| SPAL                   | 3–1 (hu.) | Marzotto Valdagno        |
| Vicenza                | 2–1       | Audace San Michele Extra |
| Vigevano               | 0–1       | Varese                   |

### Negyedik forduló
A fordulóban csatlakozó csapatok: Alessandria, Anconitana-Bianchi, Brescia, Cremonese, Messina, Modena, Novara, Padova, Palermo, Pisa, Pro Vercelli, Sanremese, Spezia, Taranto, Venezia, Verona.
| 1. csapat              | Eredmény       | 2. csapat   |
| ---------------------- | -------------- | ----------- |
| Anconitana-Bianchi     | 3–0            | Messina     |
| Biellese               | 0–4            | Brescia     |
| Modena                 | 8–0            | Rimini      |
| Novara                 | 6–1            | Pro Patria  |
| Palermo                | 4–1            | Catania     |
| Pontedera              | 4–3 (hu.)      | Pisa        |
| Prato                  | 1–3            | L'Aquila    |
| Pro Vercelli           | 1–2            | Alessandria |
| Salernitana            | 2–2 (hu.) 0–31 | Taranto     |
| Savona                 | 5–2            | Acqui       |
| S.I.A.I. Sesto Calende | 2–1 (hu.)      | Reggiana    |
| SPAL                   | 1–0            | Padova      |
| Spezia                 | 2–1            | Sanremese   |
| Varese                 | 4–2            | Cremonese   |
| Venezia                | 3–1            | Ponziana    |
| Vicenza                | 2–0 (hu.)      | Verona      |

1 - Megismételt mérkőzés.

### Ötödik forduló
A fordulóban csatlakozó csapatok: Ambrosiana-Inter, Atalanta, Bari, Bologna, Fiorentina, Genova 1893, Juventus, Lazio, Liguria, Livorno, Lucchese, Milan, Napoli, Roma, Torino, Triestina.
| 1. csapat          | Eredmény       | 2. csapat              |
| ------------------ | -------------- | ---------------------- |
| Venezia            | 2–1            | Triestina              |
| Atalanta           | 3–0            | Livorno                |
| Juventus           | 4–1            | L'Aquila               |
| Novara             | 1–1 (hu.) 0–21 | Alessandria            |
| Napoli             | 2–0            | Palermo                |
| Pontedera          | 1–3 (hu.)      | Roma                   |
| Ambrosiana-Inter   | 5–2            | Vicenza                |
| Anconitana-Bianchi | 3–5 (hu.)      | Bari                   |
| Liguria            | 1–1 (hu.) 3–21 | Fiorentina             |
| Varese             | 0–2            | Milan                  |
| SPAL               | 1–0            | Lucchese               |
| Bologna            | 4–1            | Taranto                |
| Spezia             | 2–4            | Torino                 |
| Modena             | 2–3 (hu.)      | S.I.A.I. Sesto Calende |
| Lazio              | 0–1            | Brescia                |
| Savona             | 2–3            | Genova 1893            |

1 - Megismételt mérkőzés.

### Nyolcaddöntő
| 1. csapat              | Eredmény       | 2. csapat   |
| ---------------------- | -------------- | ----------- |
| Venezia                | 1–1 (hu.) 1–21 | Atalanta    |
| Juventus               | 1–0            | Alessandria |
| Napoli                 | 4–2 (hu.)      | Roma        |
| Ambrosiana-Inter       | 5–1            | Bari        |
| Liguria                | 0–0 (hu.) 0–31 | Milan       |
| Bologna                | 4–1            | SPAL        |
| S.I.A.I. Sesto Calende | 0–1 (hu.)      | Torino      |
| Brescia                | 3–1 (hu.)      | Genova 1893 |

1 - Megismételt mérkőzés.

### Negyeddöntő
| 1. csapat | Eredmény | 2. csapat        |
| --------- | -------- | ---------------- |
| Juventus  | 6–0      | Atalanta         |
| Napoli    | 0–2      | Ambrosiana-Inter |
| Milan     | 2–0      | Bologna          |
| Brescia   | 2–6      | Torino           |

### Elődöntő
| 1. csapat | Eredmény       | 2. csapat        |
| --------- | -------------- | ---------------- |
| Juventus  | 2–0            | Ambrosiana-Inter |
| Milan     | 2–2 (hu.) 2–31 | Torino           |

1 - Megismételt mérkőzés.

### Döntő

#### Első mérkőzés
| 1938. május 1. |

| Torino        | 1–3   | Juventus                        |
| ------------- | ----- | ------------------------------- |
| D'Odorico 35' | (1–1) | 24' 86' Bellini 72' De Filippis |

| Stadio Olimpico di Torino, Torino Nézőszám: – Játékvezető: Raffaele Mastellari |

#### Második mérkőzés
| 1938. május 8. |

| Juventus        | 2–1   | Torino    |
| --------------- | ----- | --------- |
| Gabetto 28' 38' | (2–1) | 20' Baldi |

| Stadio Olimpico di Torino, Torino Nézőszám: – Játékvezető: Raffaele Mastellari |

Összesítésben a Juventus nyert (5–2).
| Az 1937–1938-as olasz labdarúgókupa győztese: |
| --------------------------------------------- |
| Juventus 1. cím                               |